# 제인 와이먼
세라 제인 와이먼(혼전성 메이필드(Mayfield), 영어: Sarah Jane Wyman, 1917년 1월 5일 ~ 2007년 9월 10일)은 미국의 배우이다. 1948년 제21회 아카데미상에서 여우주연상을 수상했다.
1938년 영화 ‘브라더 랫(Brother Rat)’에 출연하며 로널드 레이건 전 대통령을 만나 1940년 결혼했으나 1948년 이혼했다. 이후 3번 결혼했지만 모두 이혼하였다. 자녀로는 레이건 사이에 낳은 딸 모린과 입양한 아들 마이클, 태어나자마자 죽은 딸 크리스틴이 있다. 
40년간 80여 편의 영화에 출연했으며 1969년 밥 호프, 재키 글리슨과 공연한 뮤지컬 코미디 ‘결혼을 어떻게 하나요(How to Commit Marriage')가 마지막 작품이다. 2007년 9월 10일(현지시간) 미국 캘리포니아주 팜스프링스에 있는 자택에서 항년 90세로 숨을 거뒀다.

## 출연 작품
- 1955년: 하늘이 허락한 모든 것 (All That Heaven Allows) - 캐리 스코트 역
- 1954년: 거대한 강박관념 (Magnificent Obsession) - 헬렌 필립스 역
- 1952년: 당신만을 (Just For You) - 캐롤리나 힐 역
- 1951년: 신랑이 여기에 온다 (Here Comes the Groom) - 엠마델 존스 역
- 1951년: 푸른 면사포 (The Blue Veil)
- 1948년: 조니 벨린다 (Johnny Belinda) - 베린다 맥도날드 역
- 1947년: 마법의 도시 (Magic Town)
- 1946년: 가장 특별한 선물 (Yearling, The) - 매 박스터 역
- 1945년: 잃어버린 주말 (The Lost Weekend) - 헬렌 제임스 역